# 天目地黄
天目地黄（学名：Rehmannia chingii）为玄参科地黄属的植物，为中国的特有植物。分布在中国大陆的安徽、浙江等地，生长于海拔190米至500米的地区，常生于山坡及路旁草丛中，目前尚未由人工引种栽培。

## 外部連結
- 天目地黃 Tianmudihuang（页面存档备份，存于） 藥用植物圖像資料庫 (香港浸會大學中醫藥學院) （繁體中文）（英文）